# ベンジャミン・シアーズ・ブリッジ
ベンジャミン・シアーズ・ブリッジ（Benjamin Shears Bridge、薛尔思桥）は、シンガポールのマリーナ地区のカラン湾とマリーナベイ（現在はマリーナ貯水池）をまたぐ橋。

## 概要
シンガポール公共事業庁が発注し、1981年に日本の佐藤工業が施工して竣工。橋の名前の由来は、シンガポールの大統領であるベンジャミン・ヘンリー・シアーズ（在職1970年-1981年）の名から。シンガポールのシンボル的存在で、同国の旧50ドル札（シンガポールの通貨）に描かれているほか、日本でも土木学会田中賞を受賞したことで知られ、構造物としての評価も高い。
2008年から開催されたシンガポールグランプリでは、コースが下を通過することとなり、ターン1の名前である「シアーズ」の由来ともなった

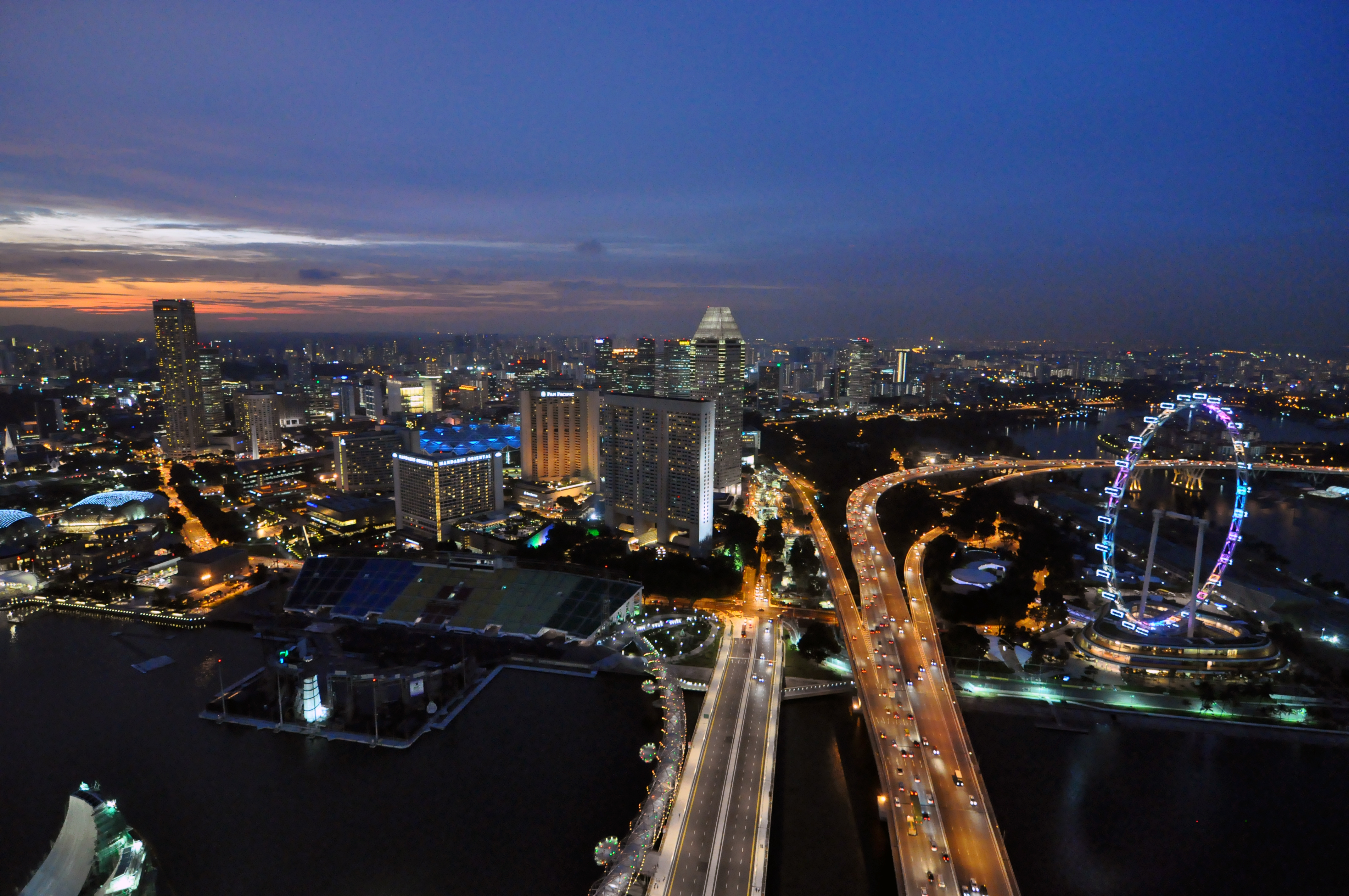
画面右手前から右にカーブする高架橋がベンジャミン・シアーズ・ブリッジ